# Palazzo Latilla
Palazzo Latilla je monumentalna palača iz 18. stoljeća koja se nalazi u Via Tarsia 28, u četvrti Avvocata u Napulju, Italija.

## Povijest
Palača je sagrađena (1758. – 1761.) spajanjem triju susjednih kuća koje su prethodno bile na tom mjestu. Dizajnirao je Mario Gioffredo, a konstrukcija je izgrađena za općinskog vijećnika Ferdinanda Latillu. Prednja vanjska strana imala je masivni kameni portal koji je vodio u malo unutarnje dvorište sa stepenicama. Godine 1988. postao je vlasništvo Arhitektonskog fakulteta i korišten za učionice i urede MAED-Materioteca per l'Architettura e il Design (Materioteca za arhitekturu i dizajn), Centro CITTAM i Centro Urban/Eco.

## Vanjske poveznice
|  | Zajednički poslužitelj ima još gradiva o temi Palazzo Latilla |